# Emma Hardinge Britten

Emma Hardinge Britten

Emma Hardinge Britten geborene Emma Floyd (* 2. Mai 1823 in London, England; † 2. Oktober 1899 in England) war eine englische Spiritistin, Schriftstellerin und Theosophin.

## Leben

### Eltern, Namensgebung und Ehe
Britten wurde unter ihrem Geburtsnamen Emma Floyd im Londoner Eastend als Tochter von Ebenezer Floyd († 1834) und Anne Sophia Floyd (1793–1886) geboren. Nach der Eintragung im Taufregister war ihr Vater Lehrer. Andere Quellen geben seinen Beruf jedoch als Schiffs-Kapitän an. Um 1850 hatte Britten ein längeres Verhältnis mit einem Dr. Hardinge, worauf sie ihren Namen auf Emma Hardinge bzw. Emma Floyd Hardinge änderte. Im Oktober 1870 heiratete sie Dr. William Britten (1819–1894), seit diesem Zeitpunkt nannte sie sich Emma Hardinge Britten bzw. Emma Floyd Hardinge Britten.

### Als Schauspielerin
Schon als Kind zeigte sie Begabung für Musik, Schauspielerei und Rhetorik. Als 1834, sie war 11 Jahre alt, ihr Vater starb, übernahm sie die Versorgung der Familie, indem sie als Klavierlehrerin unterrichtete. Nach einem kurzen Kunststudium in Paris, entschied sie sich für die Schauspielerei und trat in England einer Theatergruppe bei. Unterschiedliche Engagements führten sie an mehrere Bühnen in England, Frankreich und schließlich um 1855 in die USA. Während dieser Zeit wirkte sie nebenbei auch als Kunstlehrerin und gab Privatunterricht. Ende der 1850er Jahre beendete sie ihre künstlerische Karriere und widmete sich gänzlich dem Spiritismus. Ihre Mutter begleitete sie meist auf ihren Reisen.

### Als Medium
Um 1835/36 will sie in England mit der okkulten Geheimgesellschaft Orphic Society in Kontakt gekommen sein. Dort soll ihre Hellseherische Begabung entdeckt worden sein. 1855 oder 1856 besuchte sie in New York mehrere Medien, die sie schließlich von ihren eigenen medialen Fähigkeiten überzeugten. In den folgenden Jahrzehnten gab sie selbst als Medium öffentliche Sitzungen, ihre Bekanntheit stieg und ihre Vorträge in den USA, Kanada, England, Australien und Neuseeland waren gut besucht.
Nachdem sie von 1855/56 bis 1881 in den USA gelebt hatte, ließ sie sich wieder in England nieder. Hier gründete sie die Zeitschriften Two Worlds (1887 bis 2006) und The Unseen Universe (1892–1893). Sie verfasste mehrere Bücher, darunter die parapsychologischen Werke Nineteenth century miracles und Modern American spiritualism. Darüber hinaus publizierte sie in einigen Zeitschriften, wie The Western Star oder The Christian Spiritualist.
1890 gründete sie die Spiritualists' National Federation, meist als Spiritualist's National Union (SNU) bezeichnet. Diese sollte die Anschauungen verschiedener Kirchen zu einer Einheit verschmelzen. Die Grundlagen dieser Organisation waren die so genannten sieben Prinzipien, welche sie angeblich 1871 in einer mediumistischen Sitzung vom verstorbenen Robert Owen übermittelt bekommen hatte. Diese wurden mitunter als die 7 Prinzipien des Spiritismus betrachtet.
1. The Fatherhood of God (Die Vaterschaft Gottes)
2. The Brotherhood of Man (Die Brüderschaft der Menschen)
3. The Communion of Spirits and the Ministry of Angels (Die Gemeinschaft der Geister und der Dienst der Engel)
4. The Continuous Existence of the Human Soul (Die fortwährende Existenz der menschlichen Seele)
5. Personal Responsibility (Persönliche Verantwortung)
6. Compensation and Retribution for all the good and evil deeds done on earth (Ausgleich und Vergeltung für alle auf Erden begangenen guten und schlechten Taten im Jenseits)
7. Eternal progress open to every soul (Ewiger Fortschritt, offen für jede menschliche Seele)

### Plagiatsstreitigkeiten mit Blavatsky
Hardinge Britten war Mitbegründerin und Mitglied der Theosophischen Gesellschaft (TG) und wurde am 30. Oktober in den Beraterstab (Councillor) der TG gewählt.
1876 veröffentlichte sie ihr Werk Art magic, welches ihr angeblich von einer Wesenheit in Trance diktiert worden sei. Als am 29. September 1877 Blavatskys Werk Isis entschleiert erschien, fanden sich darin mehrere Artikel, die in ähnlicher Weise bereits in Brittens Buch Art magic behandelt worden waren. Dies führte zu Streitigkeiten mit Blavatsky, da Britten der naheliegenden Ansicht war, dass, ohne Quellenangabe, von ihr abgeschrieben wurde. Aufgrund dieser Differenzen trat Britten schließlich um die Jahreswende 1877/78 aus der TG aus, ihr Mann, Dr. William Britten, folgte ihrem Beispiel. Obwohl seit dieser Zeit ihr Verhältnis zu Blavatsky stark unterkühlt war, stand sie noch bis etwa 1890 mit anderen Theosophen, u. a. Henry Steel Olcott in brieflichem Kontakt.

## Werke (Auswahl)
- Art magic, or, Mundane, sub-mundane and super-mundane spiritism. A treatise in three parts and twenty-three sections, descriptive of art magic, spiritism, the different orders of spirits in the universe known to be related to, or in communication with man, together with directions for invoking, controlling, and discharging spirits, and the uses and abuses, dangers and possibilities of magical art. William Britten, New York 1876
- Ghost land, or, Researches into the mysteries of occultism, illustrated in a series of autobiographical sketches. Progressive Thinker Pub. House, Chicago 1897
- Modern American spiritualism, a twenty years' record of the communion between earth and the world of spirits. University Books, New Hyde Park 1970
- Nineteenth century miracles, or, Spirits and their work in every country of the earth. Arno Press, New York 1976; ISBN 0-405-07943-5
- The electric physician, or, Self cure throughelectricity. A plain guide to the use of electricity, with accurate directions for the treatment and cure of various diseases, chronic and acute. William Britten, Boston 1875
- The lyceum manual, a compendium of physical, moral, and spiritual exercises for use in progressive lyceums connected with British Spiritualists' churches and kindred bodies. British Spiritualists' Lyceum Union, Manchester 1924
- The place and mission of woman. H. W. Swett, Boston 1859